# European Gay Porn Awards
European Gay Porn Awards (EGPA) byly evropské ceny v oblasti gay pornografie, které vznikly jako evropská obdoba amerických ocenění GayVN Awards. Oproti nim však byl výběr oceněných založen na hlasování veřejnosti na webových stránkách pořadatele. Poprvé byly ceny EGPA vyhlášeny v roce 2007.
Udílela je společnost EGPA Ltd s Marcem Cramem v čele, která také zřídila server Euro Gay Porn News a vydala katalog evropské gay pornografie (Euro Gay Porn Directory). V roce 2008 vytvořila i samostatná ocenění pro gay pornografické a komunitní webové stránky EGPA Web Awards.
V době vzniku cen EGPA vyvolala kontroverze samostatná kategorie oceňující nejlepší bareback film vyobrazující nechráněný anální styk. Později byla tato kategorie organizátory vypuštěna, avšak stále bylo kritizováno zahrnutí bareback produkce mezi nominované a oceněné. Obdobná ocenění v USA totiž byla od určité doby udílena jen těm studiím a filmům, které zobrazovaly anální styk výhradně s použitím kondomu nebo zahrnovala i samostatné kategorie oceňující zvláštní přínos na poli boje proti AIDS (např. GayVN Awards v prvních letech 21. století). Některá zavedená americká studia, která přijala politiku bezpečnějšího sexu ceny EGPA bojkotovala. Další výhradou bylo podezření, že ceny byly iniciovány jedním z producentů bareback pornografie, aby mohl být sám oceněn. Producenti však toto nařčení popřeli.

## Držitelé ceny EGPA

### 2007
Vyhlášení cen se uskutečnilo 5. května 2007 v Amsterdamu a uváděla je britská drag queen Jonny Woo. Bylo předáno 20 cen:
Ceny za produkt:
Nejlepší film (Best overall film)
 Fuck Fiction (Cazzo Film Berlin, r. Martin Target)
Nejlepší film hřebců (Best stud film)
 Fuck Fiction (Cazzo Film Berlin, r. Martin Target)
Nejlepší film chlapů (Best hunk film)
 Scum! (Bulldog XXX, r. Maxwell Barber)
Nejlepší film mladých hřebců (Best young stud film)
Wet Game (Sk8erboy Film Productions, r. neuveden)
Nejlepší film mladíčků (Best twink film)
 Soldier Boy (Eurocreme Productions, r. Max Lincoln)
Nejlepší černošský / latinoamerický film (Best black / latino film)
Bareback Cum Party 2: Keep on Cumming! (OTB / Original Teen Boy Video, r. neuveden)
Nejlepší „medvědí“ film (Best bear film)
 Dads 'n' Lads 3 (U.S. Male Studios, r. Paul Barresi)
Nejlepší fetišistický film (Best fetish film)
Soccer Boys (Sk8erboy Film Productions, r. neuveden)
Nejlepší extrémní film (Best extreme film)
Rough Game (Sk8erboy Film Productions, r. neuveden)
Nejlepší neevropský film (Best non–european film)
 Dads 'n' Lads 2 (U.S. Male Studios, r. Paul Barresi)
Ceny za výkon:
Nejlepší herec (Best actor)
Cameron Jackson v Hard Riders (Beau Mec / AVI Production, r. Vlado Iresch)
Nejlepší aktivní herec (Best top)
„Trend“ v Bareback Cum Party 2: Keep on Cumming! (OTB / Original Teen Boy Video, r. neuveden)
Nejlepší pasivní herec (Best bottom)
„Tommy“ v Rough Game (Sk8erboy Film Productions, r. neuveden)
Nejlepší nováček (Best newcomer)
Thomas Dyk v Bareback Road Trip (Punkz / AVI Production, r. Vlado Iresch)
Nejlepší výstřik (Best cum shot)
Cameron Jackson v Hard Riders (Beau Mec / AVI Production, r. Vlado Iresch)
Ceny za produkci:
Nejlepší režisér (Best director)
Vlado Iresch za Hard Riders (Beau Mec / AVI Production, r. Vlado Iresch)
Nejlepší obal (Best DVD cover)
Pascal Rieu za Bareback Fly Boys (Punkz / AVI Production, r. Vlado Iresch)
Nejlepší evropské studio (Best european studio)
Eurocreme Productions
Nejlepší neevropské studio (Best non–european studio)
SX Video
Zvláštní ceny:
Síň slávy (La branlette d'or / Golden wank)
Vlado Iresch, režisér
[ zpět nahoru ]

### 2008
Vyhlášení cen se uskutečnilo 17. května 2008 v mezinárodním centru ufaFabrik v Berlíně. Ceremoniál opět uváděla Jonny Woo. V kategoriích přibyly ceny pro bisexuální film a pro jednotlivé scény. Oceněni byli:
Ceny za produkt:
Nejlepší film (Best overall film)
 Wet Dream (Sauvage / AVI Production / Eurocreme / Staxus, r. Vlado Iresch)
Nejlepší film hřebců (Best stud film)
 Executive Pleasures 1 (Men at Play, r. Matt Jordan)
Nejlepší film chlapů (Best hunk film)
 Berlin Privat 6 (Prick / Cazzo Film, r. neuveden)
Nejlepší film mladých hřebců (Best young stud film)
 Rebel (iBelAmi / Bel Ami, r. Marty Stevens)
Nejlepší film mladíčků (Best twink film)
 The Fuck Club Gangbang (Bareback Friends / OTB / Original Teen Boy Video, r. Alex Chavez)
Nejlepší černošský / latinoamerický film (Best black / latino film)
 Matos de Blackos 3: C’est bon quand ça glisse / Black Street Muscle 3 (UniversBlack / Cité Beur, r. Stéphane Chibikh)
Nejlepší „medvědí“ film (Best bear film)
 Out on Parole (AlphaMale Media, r. Maxwell B.)
Nejlepší fetišistický film (Best fetish film)
 Fucking Scouts (Sk8erboy Film Production, r. neuveden)
Nejlepší extrémní film (Best extreme film)
 Perverts 1 (Wurstfilm, r. neuveden)
Nejlepší bisexuální film (Best bisexual film)
 BiSex Party 3: Dream Team (Eromaxx, r. neuveden)
Nejlepší neevropský film (Best non–european film)
 Communion (Hot House Entertainment, r. Steven Scarborough)
Ceny za výkon:
Nejlepší herec (The GayHotMovies.com VOD award for best actor)
Francesco D'Macho v Private LowLife (Hot House Entertainment, r. Michael Clift)
Nejlepší aktivní herec (Best top)
Julian Vincenzo v Executive Pleasures 1 (Men at Play, r. Matt Jordan)
Nejlepší pasivní herec (Best bottom)
Ashley Ryder v Borstal Boy (Eurocreme Productions, r. Simon Booth)
Nejlepší nováček (The Homoactive.com award for best new comer)
Paul Valery v Rebel (Bel Ami, r. Marty Stevens)
Nejlepší výstřik (Best cum shot)
Jason Ridge v Communion (Hot House Entertainment, r. Steven Scarborough)
Nejlepší sólová scéna (Best solo performance)
Alex v Dating Alex (Sk8erboy Film Production, r. neuveden)
Nejlepší párová scéna (Best duo performance)
Alex a Marc v Skaterfun (Sk8erboy Film Production, r. neuveden)
Nejlepší „trojka“ (Best threesome performance)
Steve Cruz, François Sagat a Rocky Torrez v H2O (Titan Media, r. Brian Mills)
Nejlepší skupinový sex (Best group scene)
George Basten, John Elliot, Titch Jones, Ashley Ryder, Adam Tremadoc a Mason Wyler v Builder Boy (Eurocreme Productions, r. Simon Booth)
Ceny za produkci:
Nejlepší režisér (Best director)
Simon Booth za Borstal Boy (Eurocreme Productions)
Nejlepší obal (Best DVD cover)
Michael Lucas' La Dolce Vita (Lucas Entertainment, r. Michael Lucas)
Nejlepší evropské studio (The Maleflixxx gold VOD award for top european studio)
Sk8erboy Film Production
Nejlepší neevropské studio (The Maleflixxx gold VOD award for top non-european studio)
Hot House Entertainment
Zvláštní ceny:
Síň slávy (La branlette d'or / Golden wank)
Christian Felten, herec, režisér a producent
[ zpět nahoru ]

## Držitelé ceny EGPA Web Awards

### 2008
Ocenění v 26 kategoriích získali:
Nejlepší amatérské stránky (Best Amateur Site)CollegeDudes247
Nejlepší blog (Best Blog)Queerclick
Nejlepší černošské/latinoamerické stránky (Best Black/Latino Site)Tiger-Tyson
Nejlepší webová kamera (Best Cam Site)LiveTwinksCam
Nejlepší stránky celebrit (Best Celebrity Site)MaleCelebrities
Nejlepší komunitní server (Best Community Site)JustUsBoys
Nejlepší seznamka (Best Dating Site)Gaydar
Nejlepší eskortní stránky (Best Escort Site)Rentboy
Nejlepší evropské stránky (Best European Site)MenAtPlay
Nejlepší fetišistické stránky (Best Fetish Site)SportLads
Nejlepší seznam odkazů (Best Link List)MenOnTheNet
Nejlepší rozsáhlé stránky (Best Megasite)Badpuppy
Nejlepší stránky svalovců (Best Muscle Site)ManifestMen
Nejlepší nové stránky (Best New Site)HDKRaw
Nejlepší mimoevropské stránky (Best Non-European Site)Badpuppy
Nejlepší stránky s původním obsahem (Best Original Site)CollegeDudes247
Nejlepší stránky pornohvězdy (Best Porn Star Site)Francesco D'Macho
Nejlepší recenzní stránky (Best Review Site)JustUsBoys
Nejlepší sólové stránky (Best Solo Site)FraternityMen
Nejlepší stránky příběhů (Best Story Site)GayStoryContent
Nejlepší stránky hřebců (Best Stud Site)HDKMen
Nejlepší náhledová galerie TGP (Best Thumbnail Gallery Post)PornoSleuth
Nejlepší videostreamovací stránky (Best Tube Site)GayTube
Nejlepší stránky mladíčků (Best Twink Site)CzechBoys
Nejlepší stránky filmové společnosti (Best Video Company Site)HotHouseEntertainment
Nejlepší stránky s videem na vyžádání (Best Video-on-Demand Site)HomoactiveTV
[ zpět nahoru ]